# Almöätten
Almöätten är ett nutida konventionellt namn på en svensk medeltida frälseätt som fått sitt namn från godset Almö i Barkarö, nästan en mil sydväst om centrala Västerås. Ätten utdog innan Sveriges Riddarhus grundades 1625, varför den aldrig introducerades där som adelsätt.
Vapen: Vingat vitt svärd störtat ginbalkvis, med gyllene fäste, och gyllene vingar på rött fält. Hjälm: svärd stolpvis mellan två utvända vingar.
Känt från 1500-talet med en vapensköld i Barkarö gamla kyrka med följande beskrivning: suärdet huitt, hantagett och flychterne förgylte i rött fiell 

## Historia
Almöätten leder sitt ursprung till gården Almö i Barkarö. Till sätesgården hörde troligen fem torp: Askarbäck, Stövelbo, Dalkarlsbo, Risbergsbo och Knutsbo som alla är samlade runt den lilla sätesgården. De har alla samma ägare ännu i mitten av 1500-talet. Stamfadern Johan Larsson (vingat svärd, Almöätten), vilken först bodde i Bredsjö Järlåsa socken (belagd 1398-1419) där han 1398 enligt Kaj Janzon kallas Johan Larsson i Bredsjö. Den 8 juni 1405  kallas Johan Larsson för "Ioan Laurenssons i Almmø" (Johan Larsson i Almö). 1412 köper Johan Larsson mer jord i Almö.
Två brev är kända från den 29 juni 1419, där hans dotter dotter Holmfrid och måg Folke Folkesson omnämns. 

## Släkttavla
1. Johan Larsson
  1. Holmfrid Johansdotter (Almöätten), gift med Folke Folkesson (Rossviksätten) (död före 1424). Bosatt på Almö, Västerås-Barkerö socken. Deras son Jon Folkesson (Rossviksätten) var gift med Karin, och karin och Jon Folkessons dotter Ingeborg Jonsdotter (Rossviksätten) fick morgongåva 1459 och var gift med Henrik Jönsson (Gyllensparre) (1458-1476).